# Отложения цунами
Отложения цунами — аккумулятивные отложения, остающиеся на побережьях после воздействия на них волн цунами.

Различные окружения, в которых могут образовываться отложения.

По отложениям цунами можно восстановить высоту волн и дальность заплеска. В случае, когда изучаются отложения древних (доисторических) цунами, их часто называют отложениями палео-цунами. Отложения цунами как правило представлены материалом, эродированным с прилегающего побережья и с глубин менее 50 м. Отложения представлены галечными, песчаными и илистыми горизонтами мощностью от нескольких миллиметров до нескольких десятков сантиметров.
Отложения цунами неоднородны и нерегулярны по мощности и составу и редко перекрывают всю поверхность зоны заплеска цунами. Строение цунамигенных горизонтов свидетельствует об условиях быстрой (моментальной) аккумуляции.
Отложения цунами дают возможность изучающим данную проблематику учёным получить информацию о цунами, которые происходили до того момента, когда появилась письменность на Земле. Отложения цунами дают возможность понять частоту и масштабы цунами. Бывают случаи, когда осадок доходит до наших дней в уже смытом состоянии или является неполным.
Отложения цунами могут:
- быть как однородными (не слоистыми), так и содержать несколько слоёв, соответствующих нескольким волнам;
- быть отложены как прямым, так и обратным потоком и залегать с угловым несогласием друг по отношению к другу;
- иметь нормальную или обратную градационную слоистость; иметь хорошую или плохую сортировку;
- содержать аллохтонные включения (деревяшки, почву, торф и др. фрагменты);
- иметь резкие границы по кровле и по подошве;
- иметь эрозионную границу по контакту с нижележащими отложениями.